# Анастасије Персијски
Анастасије Персијски или свети Анастасије је ранохришћански мученик. Славе га и православна и римокатоличка црква. Празнује се 22. јануара по јулијанском а 4. фебруара по грегоријанском календару.

## Предање
Свети Анастасије је рођен у Персији под именом Магундат. Припадао је зороастризму и вршио је дужност у персијској војсци. Током рата између Персијанаца и Византинаца, Магундрат је примио хришћанство и касније се замонашио у Јерусалиму. На крштењу је добио име Анастасије. При покушају да преобрати друге Персијанце у хришћанство ухваћен је, мучен и убијен. По предању, удављен је у води а затим му је глава одсечена и послата цару Хозроју. Његово тело је бачено псима, али га они нису дирали; те је касније пренето прво у Константинопољ а потом у Рим.